# Avemaría

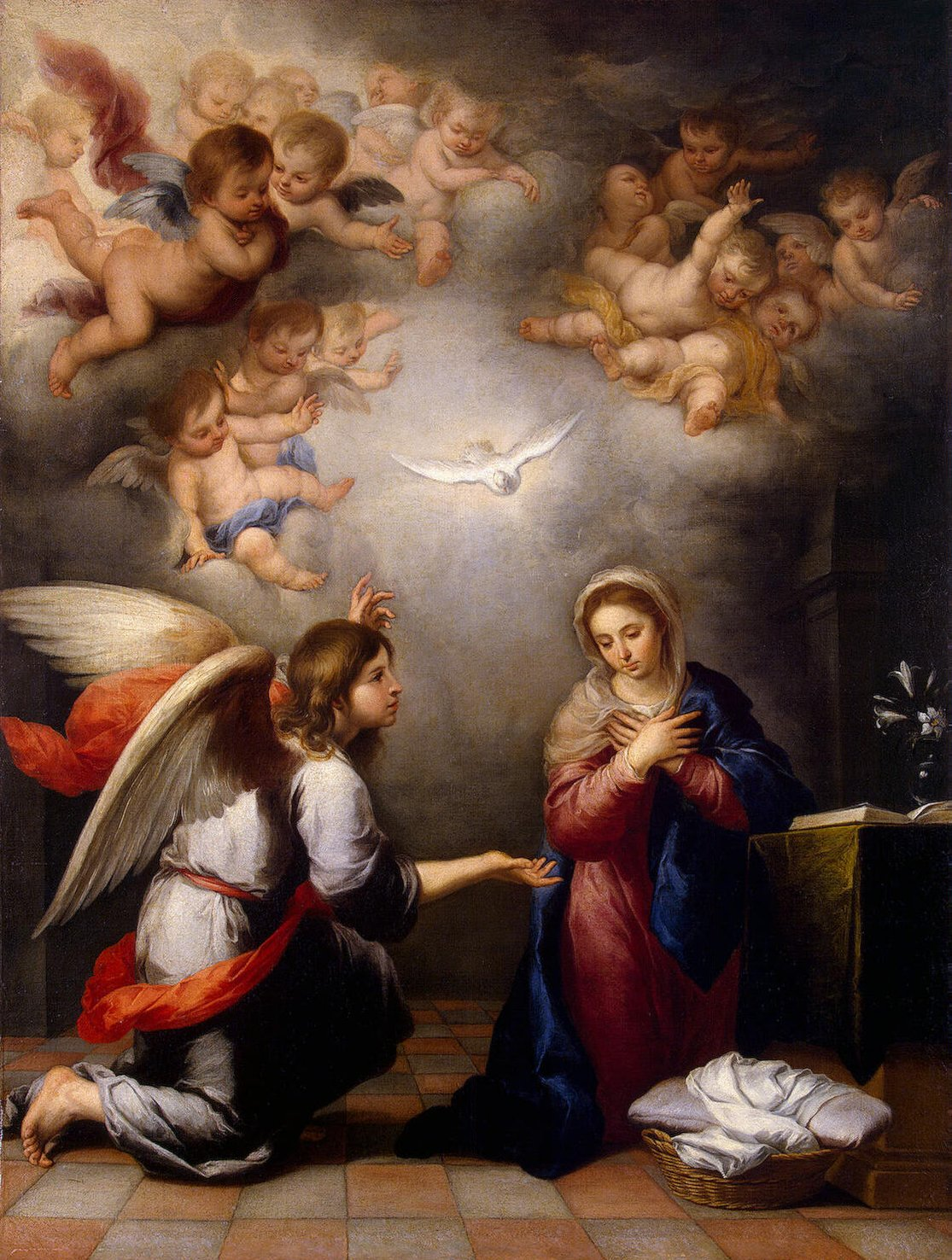
Bartolomé Esteban Murillo, Anunciación, Museo del Hermitage, San Petersburgo

El avemaría es una tradicional oración católica dedicada a María, la madre de Jesús de Nazaret. La primera parte de la oración tiene fundamento bíblico en el Evangelio según san Lucas y es la oración principal del Ángelus y del rosario.

## Fuente bíblica
Está compuesta por dos partes. En la primera, se citan dos pasajes bíblicos del Evangelio según San Lucas: la Anunciación del Nacimiento de Jesús por el Arcángel Gabriel a María: «Dios te salve, llena eres de gracia, el Señor es contigo» o literalmente: «¡Alégrate! llena de gracia, el Señor está contigo».

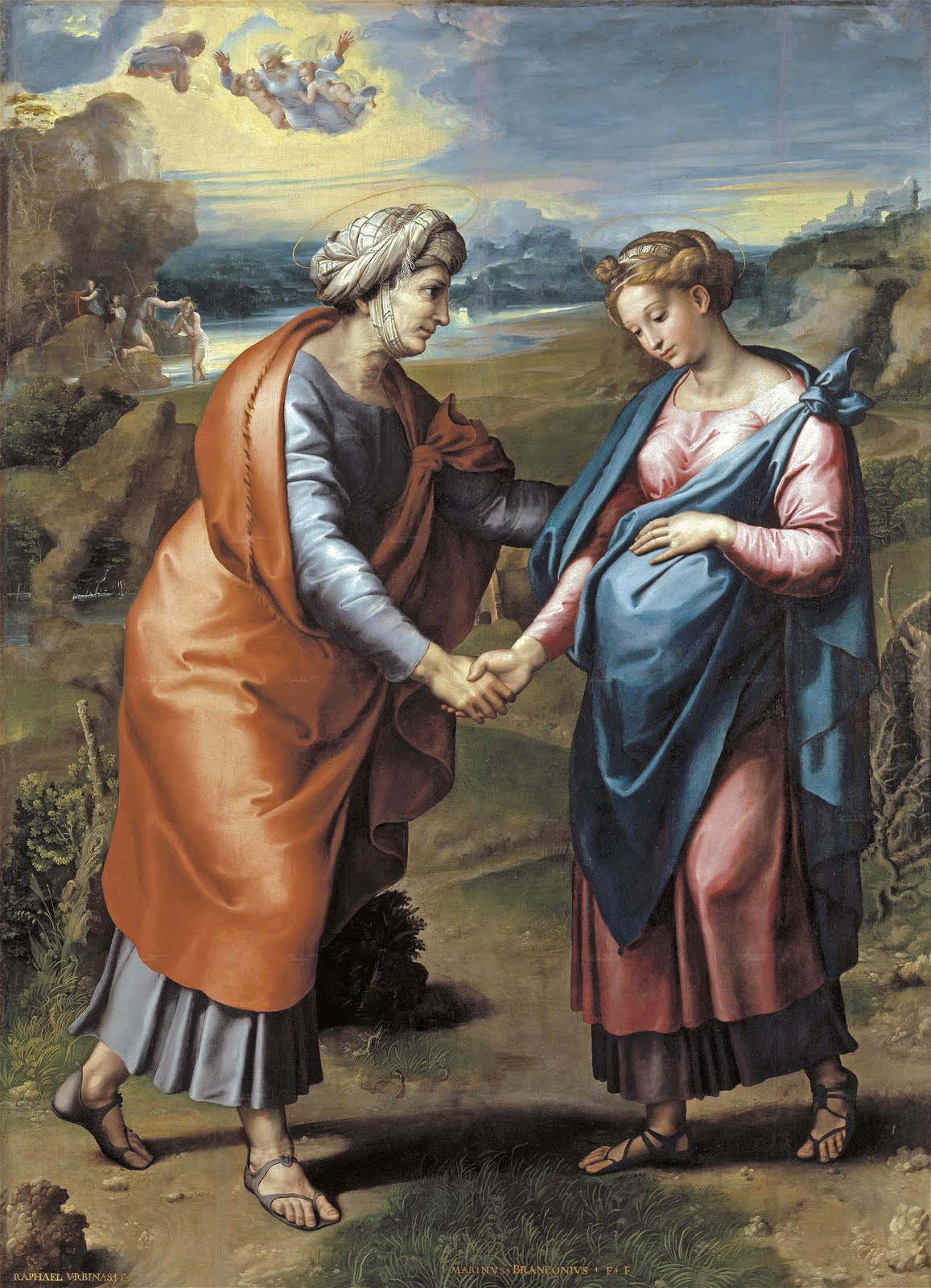
Rafael, Visitación, 1517. Museo del Prado, Madrid.

El otro pasaje bíblico es la Visitación, el saludo que el Espíritu Santo inspira a Isabel, cuando María va a visitarla «bendita tú eres entre todas las mujeres y bendito es el fruto de tu vientre» o literalmente: «¡Tú eres bendita entre todas las mujeres y bendito es el fruto de tu vientre!».
Estos pasajes aparecen también en algunos de los evangelios apócrifos:
- En los capítulos 11 y 12 del Protoevangelio de Santiago.
- En el capítulo 9 del Evangelio del pseudo-Mateo. (Solo la Anunciación).

La Iglesia en el siglo XIII, siendo papa Urbano IV, añadió la palabra María al principio para indicar a quien se dirigía el saludo llena de gracia, y la palabra Jesús al final para especificar el significado de la frase el fruto de tu vientre.
Se cree que Severo de Antioquía, muerto en 538, fue el primero en unir los dos pasajes en una oración.
La segunda parte también tiene fundamento bíblico en cuanto a su sentido, su elaboración literal es posterior y de origen eclesiástico, pero está en sintonía con la Biblia; es una petición tradicional de la piedad católica, en la que el orante requiere la intercesión de María como madre de Dios* «Santa María, madre de Dios, ruega por nosotros, pecadores, ahora y en la hora de nuestra muerte. Amén». No está claro cuándo y quién la redactó. La primera vez que aparece impresa es en 1495 en la obra Esposizione sopra l'Ave Maria de Girolamo Savonarola donde la oración está impresa en la primera página en latín tal como sigue:
- Esa frase tiene como fundamento Lucas 1:43 "¿Y de dónde esto a mí, que la madre de mi Señor venga a mí?"

Ave Maria gratia plena Dominus tecum Benedicta tu in mulieribus et benedictus Fructus ventris tui Iesus Sancta Maria Mater Dei ora pro nobis peccatoribus nunc et in hora mortis nostræ Amen.

Las Iglesias ortodoxas y las católicas orientales solo consideran la primera parte como válida. Agregan a veces la expresión porque es el Salvador de nuestras almas que tú amparas. Es conocida con el nombre de Bogoroditse Djevo.

## Texto

### Griego (versión ortodoxa y católica oriental)
Θεοτόκε Παρθένε, χαῖρε, κεχαριτωμένη Μαρία, ὁ Κύριος μετὰ σοῦ. εὐλογημένη σὺ ἐν γυναιξί, καὶ εὐλογημένος ὁ καρπὸς τῆς κοιλίας σου, ὅτι Σωτῆρα ἔτεκες τῶν ψυχῶν ἡμῶν.

[Theotóke Parthéne, cháire, kecharitoméne María, ho Kýrios meta sú. eulogeméne sý en gynaixí, kai eulogemenos ho karpós tés koilías su, hoti Sotéra hétekes tón psychón hemón.]
Traducción: 
Madre de Dios Virgen, regocíjate, María llena de gracia, el Señor contigo es. Bendecida tú sobre las mujeres, y bendecido el fruto de tu vientre, porque es el Salvador de nuestras almas que tú amparas.

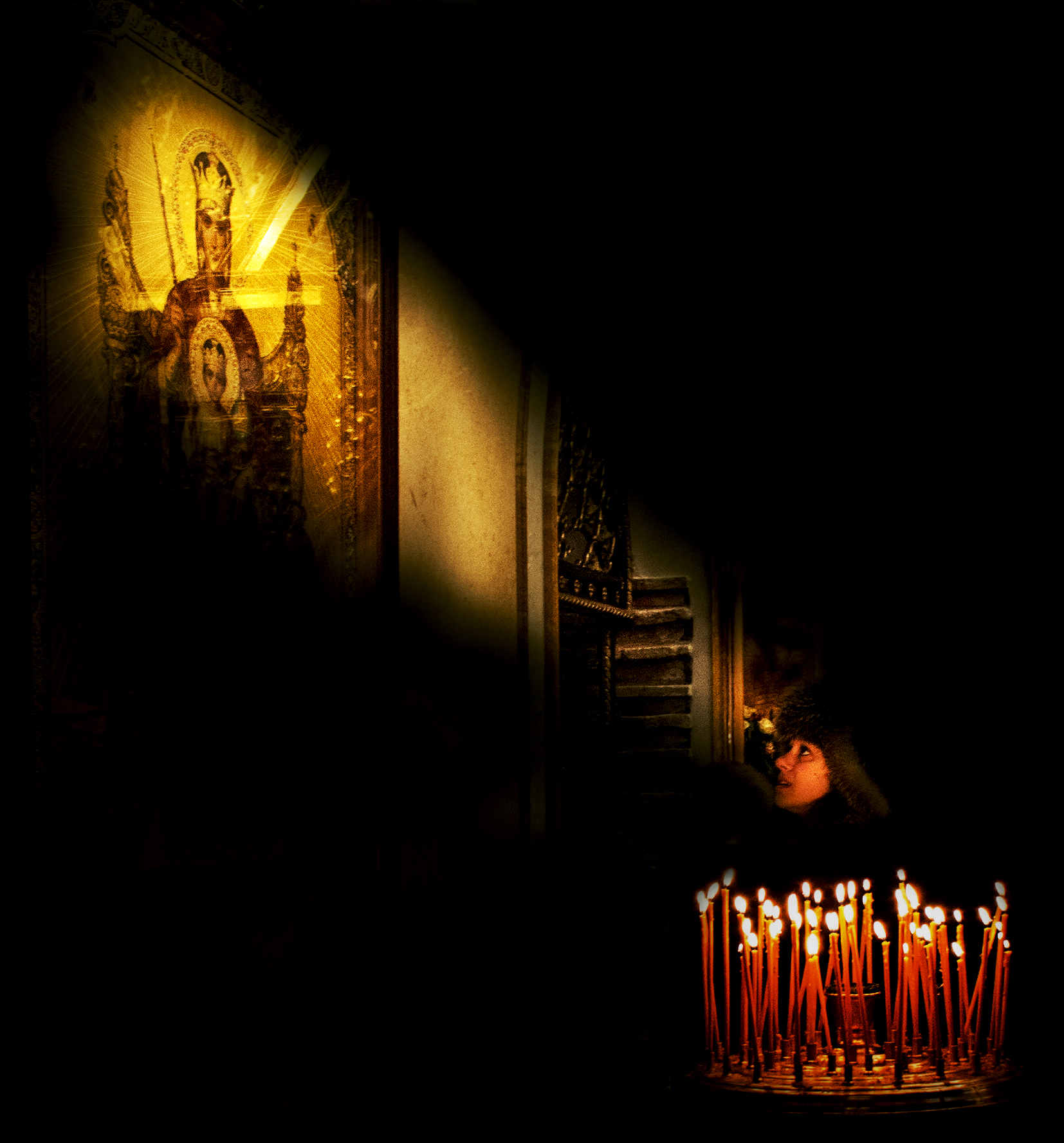
Peregrina rezando delante del icono de la Virgen María, Kiev, Ucrania

### Griego (versión católica occidental)
Χαῖρε Μαρία, κεχαριτωμένη, ὁ Κύριος μετὰ σοῦ. Εὐλογημένη σὺ ἐν γυναιξί, καὶ εὐλογημένος ὁ καρπὸς τῆς κοιλίας σου, Ιησούς. Ἁγία Μαρία Μήτερ Θεοῡ, πρέσβευε ὑπέρ ἡμῶν, των αμαρτολών, νῡν και εν τη ὥρα του θανάτου ἡμῶν. Ἁμήν.

[Cháire María, kecharitoméne, ho Kýrios meta sú. Eulogeméne sý en gynaixí, kai eulogeménos ho karpós tés koilías su, Iésus. Hagía María, Méter Theú, présbeue hýper hemón ton amartolón, nỹn kai en te hóra tu thanátu hemón. Amén.]

### Latín
Ave Maria, gratia plena, Dominus Tecum. Benedicta Tu in mulieribus, et benedictus fructus ventris Tui, Iesus.   Sancta Maria, Mater Dei, ora pro nobis peccatoribus, nunc, et in hora mortis nostrae. Amen.

### Español
Dios te salve María, llena eres de gracia, el Señor es contigo. 
Bendita Tú eres entre todas las mujeres y bendito es el fruto de tu vientre Jesús. 
Santa María, Madre de Dios, ruega por nosotros pecadores, ahora y en la hora de nuestra muerte. Amén.

### Arameo
| Texto                            | Transcripción                               |
| -------------------------------- | ------------------------------------------- |
| ܫܠܳܡ ܠܶܟ̣ܝ̱ ܒܬ̣ܽܘܠܬܳܐ ܡܰܪܝܰܡ ܡܰܠܝܰܬ̣ ܛܰܝܒܽܘܬ̣ܳܐ. | Shlom lekh bthulto Maryam malyath taybutho, |
| ܡܳܪܰܢ ܥܰܡܶܟ̣ܝ̱.                        | moran 'amekh.                               |
| ܡܒܰܪܰܟ̣ܬܳܐ ܐܰܢ̱ܬܝ̱ ܒܢܶܫ̈ܶܐ.                | Mbarakhto at bneshe.                        |
| ܘܰܡܒܰܪܰܟ ܗ̱ܽܘ ܦܺܐܪܳܐ ܕܰܒܟܰܪܣܶܟ̣ܝ̱. ܡܳܪܰܢ ܝܶܫܽܘܥ. | Wambarakhu firo dabkarsekh moran Yeshu'.    |
| ܐܳܘ ܩܰܕܺܝܫܬܳܐ ܡܰܪܝܰܡ ܝܳܠܕܰܬ̣ ܐܰܠܗܳܐ.        | O qadishto Maryam yoldath Aloho.            |
| ܨܰܠܳܝ ܚܠܳܦܰܝܢ ܚܰܛܳܝ̈ܶܐ.                  | Saloy hlofayn hatoye,                       |
| ܗܳܫܳܐ ܘܰܒܫܳܥܰܬ ܘܡܰܘܬܰܢ                  | hosho wabsho'at u mawtan.                   |
| ܐܰܡܺܝܢ܀                            | Amin.                                       |

## Versiones musicales
El avemaría ha sido musicado innumerables veces. Hay varias versiones en gregoriano y canto llano generalmente anónimas. En el Renacimiento y el primer barroco fue musicalizado por compositores como Juan de Anchieta, Hugh Aston, Thomas Ashwell, Johannes Brassart, Josquin des Prez, Orlando di Lasso, William Byrd, Antonio Carreira, Eustache du Caurroy, Pierre Certon, Giovanni Pierluigi da Palestrina y Tomás Luis de Victoria.
Antes del Concilio de Trento existían diferentes versiones de la oración por lo que los primeros compositores en dicho periodo algunas veces musicaron usando letras diferentes a la del siglo XXI. Josquin des Prez, por ejemplo, hizo más de una versión del Ave Maria, la más importante musicalmente es el motete Ave Maria ... Virgo serena.
Entre las versiones con más popularidad se encuentra la versión de Charles Gounod (1859), añadiendo música y letra al primer preludio del clave bien temperado de Johann Sebastian Bach. Franz Schubert compuso un conjunto de siete canciones (Op.52, 1825) para una versión alemana del poema épico de Walter Scott La dama del lago. La sexta canción (Ellens Gesang III o tercera canción de Ellen, D389), es «Ave Maria! Jungfrau mild!» (¡Ave María!,¡dulce doncella!). Esta canción es una plegaria a la Virgen María que reza la protagonista Ellen. Fue publicada en el año 1826 y posteriormente se sustituyó la letra por la oración latina, no estando claro quién y cuándo se hizo. Esta pieza es una de las más populares de Schubert y ha sido versionada más de 800 veces.
Anton Bruckner escribió tres versiones diferentes, la más conocida es el motete para siete voces. La versión de Antonin Dvorak es de 1877. Otra versión del Ave María fue escrita por Giuseppe Verdi para su ópera Otelo. Pietro Mascagni adaptó el intermedio de Cavalleria rusticana con una letra algo diferente a la corriente en 1890. Jules Massenet adaptó la melodía la Meditación de Thais (1894). Francis Poulenc escribió el coro femenino de su ópera Diálogos de carmelitas. El compositor ruso César Cui que fue educado en la religión católica, musicó la oración al menos tres veces: como el Ave Maria, Op. 34, para una o dos voces femeninas con piano y armonio (1886), y como parte de dos de sus óperas Le Flibustier (estrenada en 1894) y Mateo Falcone (1907).

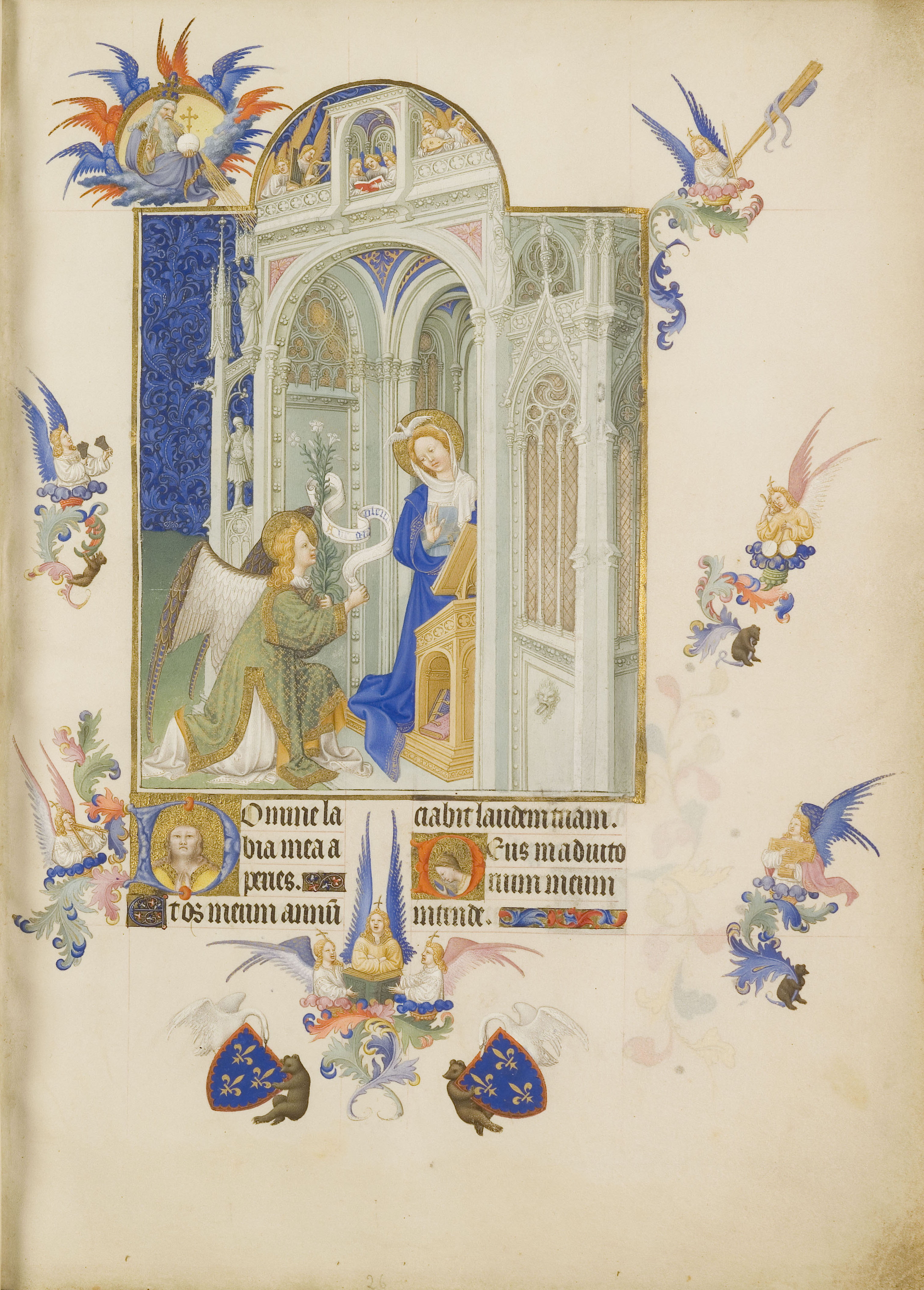
Ave María (La Anunciación), Las muy ricas horas del duque de Berry, Museo Condé, Castillo de Chantilly, Francia

Existen versiones de Wolfgang Amadeus Mozart, Franz Liszt, Edward Elgar, Camille Saint-Saëns, Jacques Offenbach (redescubierto), Gioacchino Rossini, Johannes Brahms, Ígor Stravinski, Lauridsen, Franz Biebl, Lorenzo Perosi, Alessandro Scarlatti, Claudio Monteverdi, Jean-Philippe Rameau, Heinrich Schütz, Carl Czerny, Gabriel Fauré, César Franck, Joseph Haydn, Leoš Janáček, Guatav Holst, Zoltán Kodály, Félix Mendelssohn, Ruggero Leoncavallo, Heitor Villa-Lobos, Frederic Mompou y Pau Casals.
Hay también numerosas versiones por compositores menos conocidos como las de Marcial del Adalid, Justo Blasco y Compáns, Juan Cantó Francés, Isidoro Hernández, Lázaro Núñez-Robres, Josep Rodoreda, Carmen Santiago de Meras, Felipe Pedrell, Rafael Taboada Mantilla, José María Usandizaga, Jesús Guridi, Ignacio Tabuyo, Chago Melián, Joaquín Turina, David Conte, J. B. Tresch, Marcel Dupré, Javier Busto, Katherine Dienes, Kentaro Sato, Leif Kayser, Antón García Abril, Luis Manuel Molina, Maija Einfelde, Michał Lorenc y otros.
La versión, incluida en muchas antologías, atribuida a Jacques Arcadelt es realmente un arreglo de Pierre-Louis Dietsch, basado libremente en el madrigal Nous voyons que les hommes (Nosotras valemos más que los hombres).
En eslavo eclesiástico, fue también muy popular en versiones de compositores de Europa de Este, como por ejemplo: Piotr Ilich Chaikovski, Serguéi Rajmáninov, Ígor Stravinski, Dmitri Bortniansky, Vladimir Vavilov (su versión a menudo es atribuida erróneamente a Caccini), Arvo Pärt y otros. Las versiones de Chaikovski y Rajmáninov están incluidas en sus obras Vigilia de toda la noche conocidas también por el nombre de Las Vísperas.

## El avemaría en el rezo del Santo Rosario

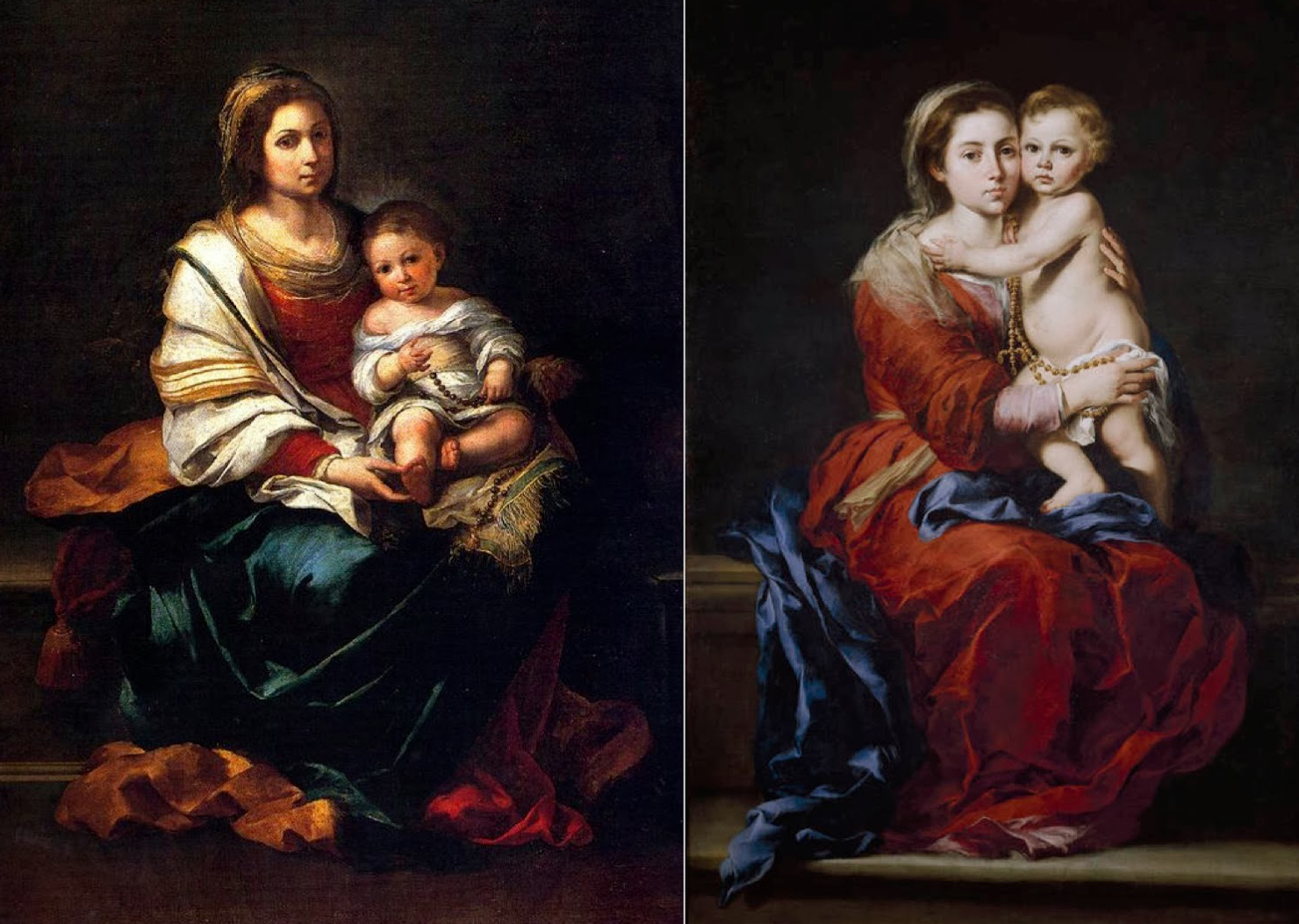
Murillo, Virgen del Rosario, del Museo Goya de Castres, Francia (Izquierda) y del Museo del Prado (Derecha)

El rosario es un rezo tradicional católico que conmemora veinte hechos, llamados misterios, de la vida de Jesucristo y de la Virgen María, recitando después de enunciar cada uno de ellos un padrenuestro, diez avemarías y un gloria Patri. El Rosario de la Virgen María es una oración fomentada por el Magisterio de la Iglesia Católica; en la sobriedad de sus elementos, tiene en sí la profundidad de todo el mensaje evangélico, del cual puede decirse que es un compendio. La venerable hermana Lucía de Fátima dijo: “la Santísima Virgen, en estos últimos tiempos en que estamos viviendo, ha dado una nueva eficacia al rezo del Santo Rosario. De tal manera que ahora no hay problema, por más difícil que sea, sea temporal o sobre todo espiritual, que se refiera a la vida personal de cada uno de nosotros … o a la vida de los pueblos y naciones … que no podamos resolver ahora con el rezo del Santo Rosario.”. Numerosos papas han atribuido gran importancia a esta oración: León XIII promulgó la encíclica Supremi Apostolatus Officio, un documento de gran entidad, la primera de sus muchas declaraciones sobre esta oración, en la que propone el rosario como arma espiritual efectiva contra los males que afligen a la sociedad. Juan Pablo II dijo: “Por medio del rosario los fieles reciben abundantes gracias, como desde las mismas manos de la Madre del Redentor.”